# Адміністративний устрій Біловодського району
Адміністративний устрій Біловодського району — адміністративно-територіальний устрій Біловодського району Луганської області на 1 селищну та 13 сільських рад, які об'єднують 33 населені пункти і підпорядковані Біловодській районній раді. Адміністративний центр — смт Біловодськ.

## Список радБіловодського району
| №  | Назва                             | Центр                | Населені пункти                                                                | Площа км² | Місце за площею | Населення (2001), осіб. | Місце за населенням |
| -- | --------------------------------- | -------------------- | ------------------------------------------------------------------------------ | --------- | --------------- | ----------------------- | ------------------- |
| 1  | Біловодська селищна рада          | смт Біловодськ       | смт Біловодськ                                                                 |           |                 |                         |                     |
| 2  | Бараниківська сільська рада       | с. Бараниківка       | с. Бараниківка с. Зелеківка                                                    |           |                 |                         |                     |
| 3  | Брусівська сільська рада          | с. Брусівка          | с. Брусівка                                                                    |           |                 |                         |                     |
| 4  | Городищенська сільська рада       | с. Городище          | с. Городище с. Ноздрівка                                                       |           |                 |                         |                     |
| 5  | Данилівська сільська рада         | с. Данилівка         | с. Данилівка с. Вітрогон с. Городнє с. Новодеркул с. Первомайськ с. Третяківка |           |                 |                         |                     |
| 6  | Євсузька сільська рада            | с. Євсуг             | с. Євсуг с. Гончарове с. Копані с. Парневе с. Привільне                        |           |                 |                         |                     |
| 7  | Кононівська сільська рада         | с. Кононівка         | с. Кононівка с. Гармашівка с. Лимарівка                                        |           |                 |                         |                     |
| 8  | Литвинівська сільська рада        | с. Литвинівка        | с. Литвинівка                                                                  |           |                 |                         |                     |
| 9  | Нижньобараниківська сільська рада | с. Нижньобараниківка | с. Нижньобараниківка                                                           |           |                 |                         |                     |
| 10 | Новолимарівська сільська рада     | с. Новолимарівка     | с. Новолимарівка с. Крейдяне с. Роздолля                                       |           |                 |                         |                     |
| 11 | Новоолександрівська сільська рада | с. Новоолександрівка | с. Новоолександрівка с. Степове с. Тернове                                     |           |                 |                         |                     |
| 12 | Плугатарська сільська рада        | с. Плугатар          | с. Плугатар с. Новоспасівка с. Узлісся                                         |           |                 |                         |                     |
| 13 | Семикозівська сільська рада       | с. Семикозівка       | с. Семикозівка                                                                 |           |                 |                         |                     |
| 14 | Шуліківська сільська рада         | с. Шуліківка         | с. Шуліківка                                                                   |           |                 |                         |                     |

* Примітки: м. — місто, смт — селище міського типу, с. — село, с-ще — селище